# Kenny Florian
Kenneth Alan Florian (Westwood, 26 de maio de 1976) é um ex-lutador de MMA dos Estados Unidos descendente de peruanos, especialista em Muay Thai e Jiu-jitsu. Atualmente, atua como comentarista dos eventos do UFC ao lado de Jon Anik, no eventos transmitidos pelo canal de televisão FOX.

## Carreira no MMA
Florian teve sua primeira grande chance no MMA na primeira temporada do The Ultimate Fighter, onde Kenny perdeu na final para Diego Sanchez por TKO.
Mesmo com a derrota Florian teve sua chance no UFC, as suas duas primeiras lutas no evento foram muito boas, uma vitória por TKO contra Alex Karalexis e uma finalização contra Kit Cope. Com a falta de bons lutadores na divisão dos pesos leves, Florian desceu de categoria querendo o cinturão. Sua primeira luta pelo leves foi um tiro ao título contra Sam Stout no The Ultimate Fighter 3 Finale aonde o vencedor lutaria pelo cinturão contra Sean Sherk, após uma vitória rápida e incrível por finalização, Dana White deu a chance de Florian disputar o cinturão.

### Primeira Chance
Em 14 de outubro de 2006, Florian lutou Sean Sherk aonde o vencedor seria coroado como campeão dos pesos leves do UFC no UFC 64: Unstoppable, porém Florian perdeu por decisão unânime. Sherk apresentou controle na luta, apesar de ser severamente cortado por vários cotoveladas de Florian. Com a vitória, Sherk se tornou o novo campeão dos pesos leves do UFC.
Após o combate Florian buscou a reabilitação, e conseguiu vencendo Dokonjonosuke Mishima, Alvin Robinson, Din Thomas, Joe Lauzon e Roger Huerta. Depois dessas boas vitórias Floria teve mais uma chance em uma luta "tiro ao título" contra Joe Stevenson.
No UFC 91, em 15 de novembro de 2008, Florian venceu Stevenson por um mata-leão ainda no primeiro round. Essa foi a quinta vitória de Florian através de um mata-leão.

### Segunda Chance
Com a vitória Florian estabeleceu-se como o desafiante número para o cinturão dos Pesos Leves. Florian disse: "Eu quero BJ. Eu quero o Cinturão. BJ, você é um dos melhores lutadores lá fora. Estou aqui para te testar. Acho que você é um grande lutador. Eu o considero um mestre. É hora de matar o mestre.". Florian enfrentou The Prodigy B.J. Penn no UFC 101 pelo cinturão, antes da luta Penn disse: "haha, eu vou matar esse cara, eu to avisando, ele não sabe o que ta falando, serio eu vou matar ele.". No combate, Florian não conseguiu se soltar, pareceu muito tímido, nas poucas tentativas de derrubar Penn, não conseguiu, e aos 3:45 do quarto round Penn derrubou Florian e o finalizou com sua finalização preferida: um mata-leão.
Depois da derrota Florian disse que gostaria muito de ter uma revanche contra Sanchez; entretanto o Nightmare era o novo adversário de Penn. No UFC 107, voltou a lutar dessa vez contra Clay Guida, Florian conseguiu finalizar Guida com um mata-leão no segundo round.
Em 2010, Florian casou uma luta com a ex-estrela do Pride Takanori Gomi no evento principal no UFC Fight Night 21. Antes da luta Dana White afirmou, que o vencedor da luta estaria no caminho para disputar o cinturão. Durante a luta, Gomi dominou o primeiro round, mantendo a distância, no segundo round florian pareceu aceitar a luta em pé de Gomi e conseguiu acerta bons golpes, mesmo estando bem na trocação, Florian derrubou Gomi no início do terceiro round, Gomi não é acostumado a se defender de ground-pound, e acabou deixando Florian passar a guarda, e em uma finta sensacional Florian conseguiu alcançar as costas de Gomi e o finalizou com seu querido e famoso mata-leão.
Mais uma oportunidade bateu a porta de Florian, Dana White casou uma luta entre ele e Gray Maynard pela vaga de desafiante n.º 1 ao cinturão, no UFC 118 realizado em Boston, o ganhador irá enfrentar o vencedor da revanche que acontece no mesmo evento entre Frank Edgar e BJ Penn. No evento, Florian começa bem o combate mostrando muito respeito pelo wrestler de Maynard, Florina tentado trocar na longa distância consegue impor seu ritmo no 1º round. No 2º round, Florian volta com a estratégia da longa distância, porém Maynard consegue algumas quedas e acerta bons golpes. No 3º round, Florian com o olho inchado é pressionado e derrubado por Maynard que acerta bons golpes no ground n' pound e evita as tentativas de Florian se levantar. Em um combate duro, Maynard vence por decisão unânime (30-27, 30-27, 29-28).

## Novo Recomeço
Buscando novos desafios, Florian desceu de divisão para a nova divisão dos Pesos Pena do UFC, em seu primeiro combate nessa divisão, ele encarou o brasileiro especialista em Muay Thai e top da divisão dos penas, Diego Nunes no UFC 131, em Vancouver no Canadá. No combate a estratégia de Florian foi buscar as quedas, no primeiro round conseguiu evitar os golpes de Nunes e derrubar seu adversário porém foi surpreendido no final do round com um cruzado de Nunes que levou Florian a knockdown. No segundo round conseguiu derrubar Nunes duas vezes, porém quando o brasileiro o derrubou Florian aplicou várias cotoveladas na cabeça de seu adversário abrindo um corte. No ultimo round, Nunes sentindo o efeito das cotoveladas, não conseguiu achar Florian que dominou o round até o segundos finais, onde Nunes o acertou novamente quase fazendo Florian cair de novo. Na decisão Florian venceu por unanimidade (29-28, 29-28, 30-27).

## Cartel no MMA
| Res.    | Cartel | Oponente              | Método                                | Evento                                  | Data       | Round | Tempo | Local                       | Notas                                                     |
| ------- | ------ | --------------------- | ------------------------------------- | --------------------------------------- | ---------- | ----- | ----- | --------------------------- | --------------------------------------------------------- |
| Derrota | 14–6   | José Aldo             | Decisão (unânime)                     | UFC 136: Edgar vs. Maynard 3            | 08/10/2011 | 5     | 5:00  | Houston, Texas              | Pelo Cinturão Peso Pena do UFC.                           |
| Vitória | 14-5   | Diego Nunes           | Decisão (unânime)                     | UFC 131: Dos Santos vs. Carwin          | 11/06/2011 | 3     | 5:00  | Vancouver, British Columbia |                                                           |
| Derrota | 13-5   | Gray Maynard          | Decisão (unânime)                     | UFC 118: Edgar vs. Penn 2               | 28/08/2010 | 3     | 5:00  | Boston, Massachusetts       | Pela vaga de desafiante nº1 ao Cinturão Peso Leve do UFC. |
| Vitória | 13-4   | Takanori Gomi         | Finalização (mata leão)               | UFC Fight Night: Florian vs. Gomi       | 31/03/2010 | 3     | 2:52  | Charlotte, North Carolina   | Finalização da Noite.                                     |
| Vitória | 12-4   | Clay Guida            | Finalização (mata leão)               | UFC 107: Penn vs. Sanchez               | 12/12/2009 | 2     | 2:19  | Memphis, Tennessee          |                                                           |
| Derrota | 11–4   | B.J. Penn             | Finalização (mata leão)               | UFC 101: Declaration                    | 08/08/2009 | 4     | 3:45  | Philadelphia, Pennsylvania  | Pelo Cinturão Peso Leve do UFC.                           |
| Vitória | 11–3   | Joe Stevenson         | Finalização (mata leão)               | UFC 91: Couture vs. Lesnar              | 15/11/2008 | 1     | 4:03  | Las Vegas, Nevada           | Se tornou o desafiante Nº1 ao Cinturão Peso Leve do UFC.  |
| Vitória | 10–3   | Roger Huerta          | Decisão (unânime)                     | UFC 87: Seek and Destroy                | 09/08/2008 | 3     | 5:00  | Minneapolis, Minnesota      |                                                           |
| Vitória | 9–3    | Joe Lauzon            | Nocaute Técnico (socos e cotoveladas) | UFC Fight Night: Florian vs. Lauzon     | 02/04/2008 | 2     | 3:28  | Broomfield, Colorado        | Luta da Noite.                                            |
| Vitória | 8–3    | Din Thomas            | Finalização (mata leão)               | UFC Fight Night: Thomas vs. Florian     | 19/09/2007 | 1     | 4:30  | Las Vegas, Nevada           | Thomas se machucou durante uma queda.                     |
| Vitória | 7–3    | Alvin Robinson        | Finalização (golpes)                  | UFC 73: Stacked                         | 07/07/2007 | 1     | 4:30  | Las Vegas, Nevada           |                                                           |
| Vitória | 6–3    | Dokonjonosuke Mishima | Finalização (mata leão)               | UFC Fight Night: Stevenson vs. Guillard | 05/04/2007 | 3     | 3:57  | Las Vegas, Nevada           |                                                           |
| Derrota | 5–3    | Sean Sherk            | Decisão (unânime)                     | UFC 64: Unstoppable                     | 14/10/2006 | 5     | 5:00  | Las Vegas, Nevada           | Pelo Cinturão Peso Leve Vago do UFC.                      |
| Vitória | 5–2    | Sam Stout             | Finalização (mata leão)               | The Ultimate Fighter 3 Finale           | 24/06/2006 | 1     | 1:46  | Las Vegas, Nevada           | Estréia no Peso Leve (70 kg)                              |
| Vitória | 4–2    | Kit Cope              | Finalização (mata leão)               | The Ultimate Fighter 2 Finale           | 05/11/2005 | 2     | 0:37  | Las Vegas, Nevada           | Luta no Peso Meio Médio.                                  |
| Vitória | 3–2    | Alex Karalexis        | Nocaute Técnico (corte)               | UFC Ultimate Fight Night                | 06/08/2005 | 2     | 2:52  | Las Vegas, Nevada           | Luta no Peso Meio Médio.                                  |
| Derrota | 2–2    | Diego Sanchez         | Nocaute Técnico (golpes)              | The Ultimate Fighter 1 Finale           | 09/04/2005 | 1     | 2:49  | Las Vegas, Nevada           | Luta no Peso Médio.                                       |
| Derrota | 2–1    | Drew Fickett          | Decisão                               | Combat Zone 7: Gravel Pit               | 10/07/2004 | 3     | 5:00  | Revere, Massachusetts       |                                                           |
| Vitória | 2–0    | Bobby McAndrews       | Finalização (kimura)                  | Mass Destruction 15                     | 21/02/2004 | 1     | 1:57  | Boston, Massachusetts       |                                                           |
| Vitória | 1–0    | Jason Giroux          | Nocaute (soco)                        | Mass Destruction 10                     | 25/01/2003 | 1     | 0:07  | Taunton, Massachusetts      |                                                           |